# Adler (heraldika)
Az Adler, teljes nevén: C. k. heraldischen Gesellschaft Adler zu Wien, a Monarchia legrégibb heraldikai és genealógiai társasága. 1870. május 10-én jött létre Bécsben hat alapító tag elhatározásából. A társaság lelke Dr. Ernst Hartmann von Franzenshuld (1840-1884) volt, a bécsi Kunsthistorisches Museum numizmatikai és ókori császári osztályának őre.
A további alapító tagok: Csergheő Géza, Alfred Genser (1838-1891), Friedrich Heyer (1828-1896), Carl Krahl (1829-1891) és Friedrich Waldbott, Freiher von Bassenheim (1845-1923).
Kezdetben a nemesi címerek tanulmányozásával foglalkozott. Kiadványsorozata, az Adler 1871-ben jött létre, mely rendszeresen megjelenő évkönyv lett. 1881-től ehhez járult a társaság folyóirata az Adler. Az első világháború alatt a folyóirat csak
rendszertelenül jelent meg. Ekkor adták ki ennek általános mutatóját is, mely később az 1930-ig megjelenő számokkal egészült ki.
A társaság korai időszakában alapozták meg a gyűjteményét, elsősorban a könyvtárat. Ide tartozik jelentős, mintegy 10 ezer darabból álló pecsétgyűjteménye is, mely a Rethenberg Alapítvány keretén belül egyfajta címerhatározói kulcs kartotékos
formában. Eredeti címeres és nemesi levelekből áll. A Schrottmüller-kartotékrendszer mintegy 800 ezer nevet tartalmaz, hivatkozásokkal a forrásokra. A társaság gyűjteményében ezen kívül egyéb fontos kéziratok is találhatók,
elsősorban az Osztrák–Magyar Monarchia korából.
1918-ban a társaság nevéből elmaradt a C. k. (császári és királyi) rövidítés, majd 1931-ben a "genealógiai" szó került felvételre, összhangban a családtörténeti kutatások növekvő fontosságával. 1938-ban a társaságot feloszlatták és az Adler
Bécs-megye családait tanulmányozó társaság lett, de a folyóirat megtartotta az Adler nevet, mely mentes maradt a napi politika befolyásától. A szövetségi belügyminiszter 1946-os jóváhagyásával a társaságot megújították.
Az utóbbi években a negyedévente megjelenő folyóirat és a 2-3 évente kiadott évkönyv mellett számos új kiadványa került napvilágra. Az Adler tagja a Nemzetközi Heraldikai és Genealógiai Konfederációnak (Confedération Internationale de
Généalogie et d'Héraldique), mely fennállása 100. évfordulóján, 1970-ben Bécsben tartotta 10. nemzetközi kongresszusát. A társaság fennállásának 125. évfordulójára (1994) tervbe vette egy általános névmutató kiadását, mely az addig megjelent
kb. 70 évkönyv és a folyóirat 110 évfolyamában szereplő, összesen kb. 5600 oldalnyi szöveg összes nevét tartalmazza.

## A társaság kiadványai
- Monatsblatt der Heraldischen Gesellschaft Adler. Wien 1881-1938
- Zeitschrift der Heraldisch-Genealogischen Gesellschaft Adler. Wien 1870-1873, új sorozat 1947-től
- Jahrbuch der Heraldisch-Genealogischen Gesellschaft Adler. Wien 1874-1931, új sorozat 1946-tól
- Österreichischer Wappenkalender. Wien 1957-1961
- Österreichischer Wappenalmanach. Wien 1966-tól